# اوبرویلیه
شهر اوبِرویلیه (به فرانسوی: Aubervilliers) در شهرستان سن-سن-دنی در ناحیه ایل-دو-فرانس با جمعیت ۷۳٬۵۰۶ نفر در کشور فرانسه واقع شده‌است